# Cascades Deer Leap
Les cascades Factory són unes cascades situades al lloc de recreació de George W. Childs en Dingmans Ferry, Pennsilvània, Estats Units d'Amèrica. Es troben aigües avall de les cascades Factory i de les cascades Fulmer, al Dingmans Creek.
Es tracta d'un lloc popular per als excursionistes i turistes que volen evitar les més concorregudes cascades Dingman, una petita caminada riu avall, o les comercials cascades Bushkill, una atracció turística molt popular a la zona de les Muntanyes Pocono.